# André Tranchemontagne
André Tranchemontagne, né le 15 octobre 1939 à Montréal et mort dans la même ville le 28 novembre 2016, est un homme d'affaires et homme politique québécois.
Il est le député libéral à l'Assemblée nationale du Québec de la circonscription de Mont-Royal de 1998 à 2003.
André Tranchemontagne travaille pendant 30 ans pour la brasserie Molson occupant plusieurs postes dont président de la division du Québec de 1991 à 1996.

## Biographie
Né le 15 octobre 1939 à Montréal, André Tranchemontagne est le fils de Willie Tranchemontagne, entrepreneur-briqueteur, et de Jeanne Beaubien. Il obtient un baccalauréat ès arts de l'Université de Montréal en 1961 et une licence en sciences commerciales de l'École des hautes études commerciales de Montréal en 1964.
En 1964, à sa sortie de l'école, André Tranchemontagne travaille comme représentant des Chemins de fer national jusqu'en 1966 où il commence à travailler à la brasserie Molson comme analyste en recherche et marketing. Pendant 30 ans, il occupe à la brasserie plusieurs postes de direction et de vice-présidence jusqu'à devenir, en 1991, président de la division du Québec. Tranchemontagne occupera ce poste jusqu'en 1996.
Lors des élections générales québécoises de 1998, André Tranchemontagne est élu député à l'Assemblée nationale du Québec de la circonscription provinciale de Mont-Royal pour le Parti libéral du Québec. Pour l'élection de 2003, Tranchemontagne décide de ne pas se représenter à son poste,.
Il meurt le 28 novembre 2016 à Montréal à l'âge de 77 ans,.